# Heroes Reborn
Heroes Reborn è una miniserie televisiva statunitense trasmessa sulla NBC dal 24 settembre 2015 al 21 gennaio 2016.
Si tratta di un sequel, presentato anche come reboot, della serie di fantascienza Heroes, trasmessa tra il 2006 e il 2010 dalla stessa emittente, con nuovi protagonisti e una nuova storia che si rifà alla prima stagione della serie madre, pur essendo ambientata dopo gli eventi della sua quarta e ultima stagione. La trama vede infatti protagonisti varie persone, apparentemente non legate tra di loro, che vedono la propria vita quotidiana sconvolta dall'essere in possesso di capacità paranormali. Tali "umani evoluti" si ritrovano quindi coinvolti in un'epica lotta tra bene e male, tra chi cerca di usare i loro poteri sovrumani a fin di bene e chi fa l'opposto, mentre altri danno loro la caccia allo scopo di neutralizzarli, ucciderli o sfruttare a proprio piacimento le loro abilità.
Il cast principale include Zachary Levi, Judith Shekoni, Kiki Sukezane, Robbie Kay, Danika Yarosh, Rya Kihlstedt, Henry Zebrowski e Jack Coleman, già protagonista di Heroes, mentre altri personaggi della serie originale figurano tra le guest star. Come per la prima serie, lo sviluppo è curato da Tim Kring e la narrazione coinvolge metodi di distribuzione multi-piattaforma con la pubblicazione correlata di fumetti, videogiochi e una webserie.

## Trama
A un anno di distanza la città di Odessa è ancora sconvolta da quello che è stato descritto dai media come un grave attentato terroristico, la cui responsabilità sarebbe dei cosiddetti "umani evoluti", noti con l'abbreviazione evo, persone dotate di poteri soprannaturali la cui esistenza, dopo gli eventi del finale della quarta stagione di Heroes, risalenti a cinque anni prima, è ormai di dominio pubblico.
Di conseguenza molti di tali soggetti sono ora costretti a vivere cercando di celare le proprie abilità, per sottrarsi alle discriminazioni della società, alle misure restrittive imposte dai governi, e per evitare di finire nel mirino di chi è in cerca di vendetta o vorrebbe sfruttarli per propri fini, come la compagnia Renautas, conglomerato che ha acquisito la Primatech Paper, o la coppia Luke e Joanne, che vorrebbe sterminarli per vendicare la morte del figlio rimasto vittima degli eventi di Odessa.
Tra i protagonisti figurano il giovane Tommy Clark, uno studente in grado di far sparire cose e persone; la giapponese Miko Otomo, in grado di vivere in una realtà virtuale in cui va alla ricerca del padre; Carlos Gutierrez, che cerca di onorare la morte del fratello; e Malina, una delle prime a essere testimone di un pericolo imminente per l'intero pianeta. Presto, infatti, saranno chiamati a unire le loro forze per salvare il mondo.
A cercare di mettere in chiaro tali vicende vi è anche Quentin Frady, un cospirazionista in cerca della sorella rapita, il quale si avvale dell'aiuto dell'ex dipendente della Primatech Noah Bennet, la cui memoria sugli eventi di Odessa è stata cancellata.

## Puntate
Heroes Reborn riprende l'usanza della serie madre di presentare la narrazione sotto forma di "volumi" e "capitoli", con ogni puntata corrispondente a un capitolo e più puntate, non necessariamente corrispondenti a un'intera stagione, a un volume. Le puntate della miniserie, il cui primo capitolo è intitolato come l'ultimo episodio di Heroes, Brave New World, si presentano come parte del volume Awakening.

## Personaggi e interpreti

### Personaggi principali
- Noah Bennet, interpretato da Jack Coleman, doppiato da Roberto Pedicini.
In passato anche noto con l'acronimo HRG, è un ex agente della Primatech Papers che cerca di vivere sottotraccia. Ritorna ad essere coinvolto nelle vicende dei soggetti avanzati quando viene contattato da Quentin, in cerca della verità sugli eventi di Odessa e sulla sorte della sorella.
- Luke Collins, interpretato da Zachary Levi, doppiato da Simone D'Andrea.
È un giustiziere in cerca di vendetta per il figlio rimasto ucciso nell'attentato di Odessa insieme alla moglie Joanne. Anche lui tuttavia scoprirà di essere un evo.
- Tommy Clark, interpretato da Robbie A. Kay.
È un adolescente che cerca a fatica di mantenere una vita normale dopo aver scoperto di avere un potere soprannaturale, essendo in grado di teletrasportare cose e persone. Ha cambiato molte volte identità, vivendo con la madre adottiva. Il suo vero nome è Nathan.
- Miko Otomo, interpretata da Kiki Sukezane.
È una giovane donna giapponese destinata ad essere protagonista di una realtà virtuale, il videogioco Evernow.
- Carlos Gutierrez, interpretato da Ryan Guzman.
È un ex militare il cui fratello ha assunto i panni di "El Vengador", un supereroe che combatte il crimine indossando un costume da wrestler messicano. Quando il fratello rimane ucciso, continua la sua opera cercando di svelare la cospirazione che ha causato la sua morte.
- Erica Kravid, interpretata da Rya Kihlstedt.
È la dirigente della compagnia Renautas, che ha acquisito la Primatech Papers.
- Emily Duval, interpretata da Gatlin Green, doppiata da Gaia Bolognesi.
È una compagna di scuola di cui Tommy è infatuato. Lei cerca di aiutarlo a gestire i suoi poteri.
- Quentin Frady, interpretato da Henry Zebrowski.
È un complottista convinto che l'attentato di Odessa abbia responsabilità diverse da quelle note, alla ricerca della sorella, una degli evo, rapita dalla Renautas.
- Joanne Collins, interpretata da Judith Shekoni.
Come Luke, con il quale è sposata, dà la caccia agli "umani evoluti", che ritiene una minaccia da neutralizzare.
- Malina, interpretata da Danika Yarosh.
È una delle persone con abilità straordinarie, la quale è destinata a fermare un evento in grado di sconvolgere il pianeta. Nel corso della miniserie scoprirà che sarà fondamentale l'aiuto di quello che si rivelerà essere il fratello: Tommy.

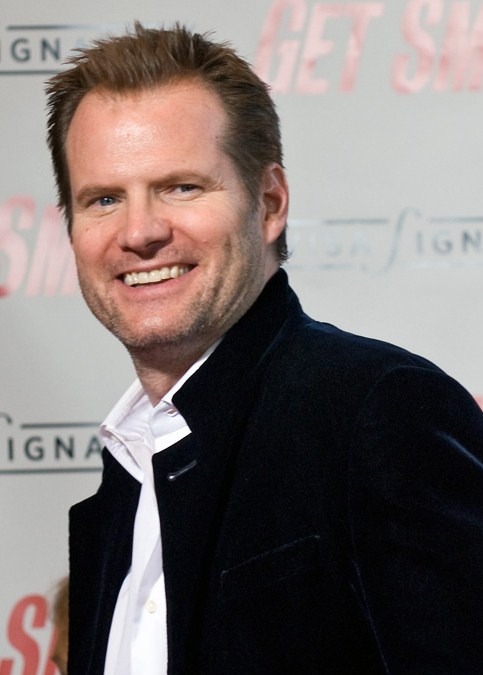
Jack Coleman
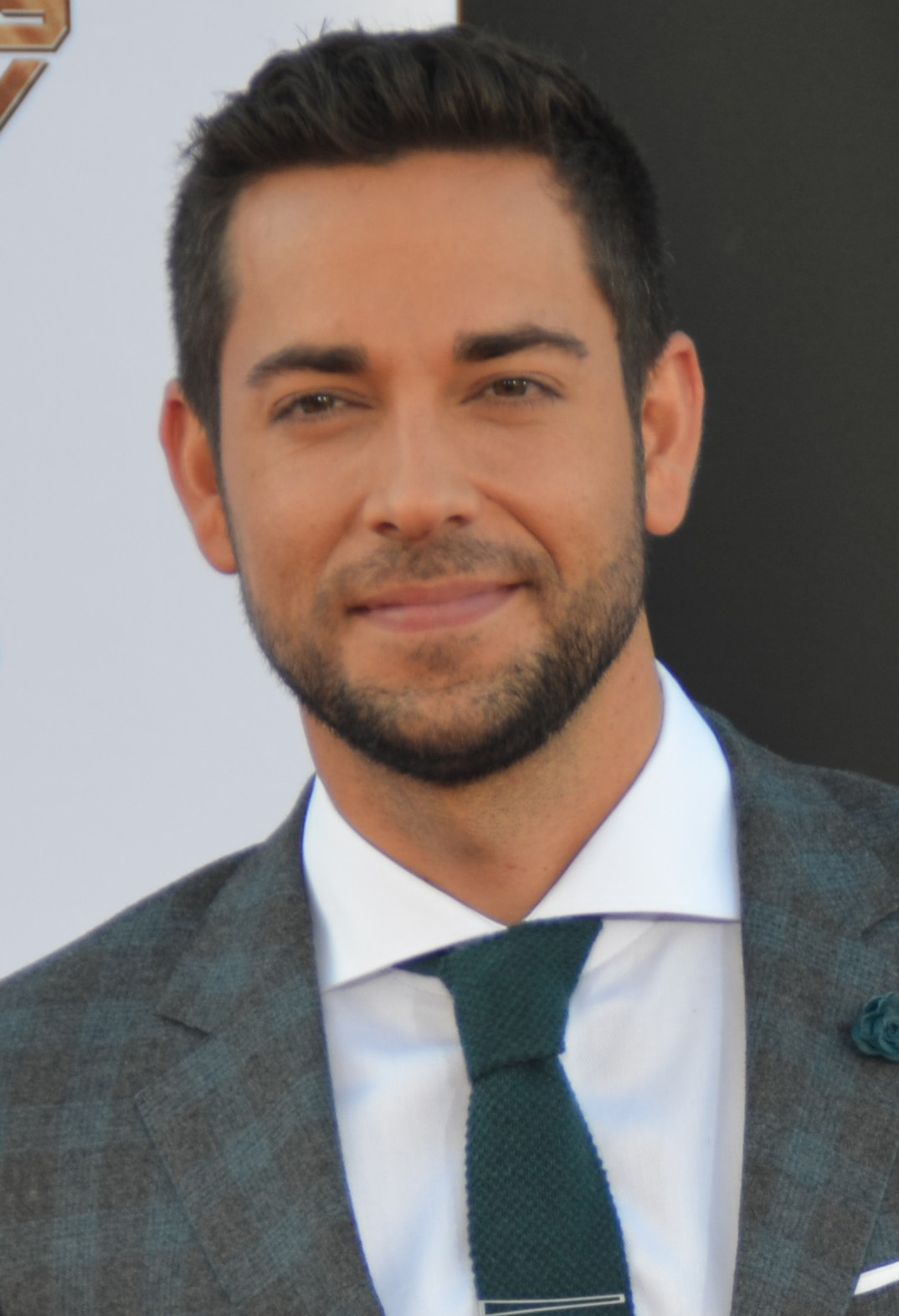
Zachary Levi
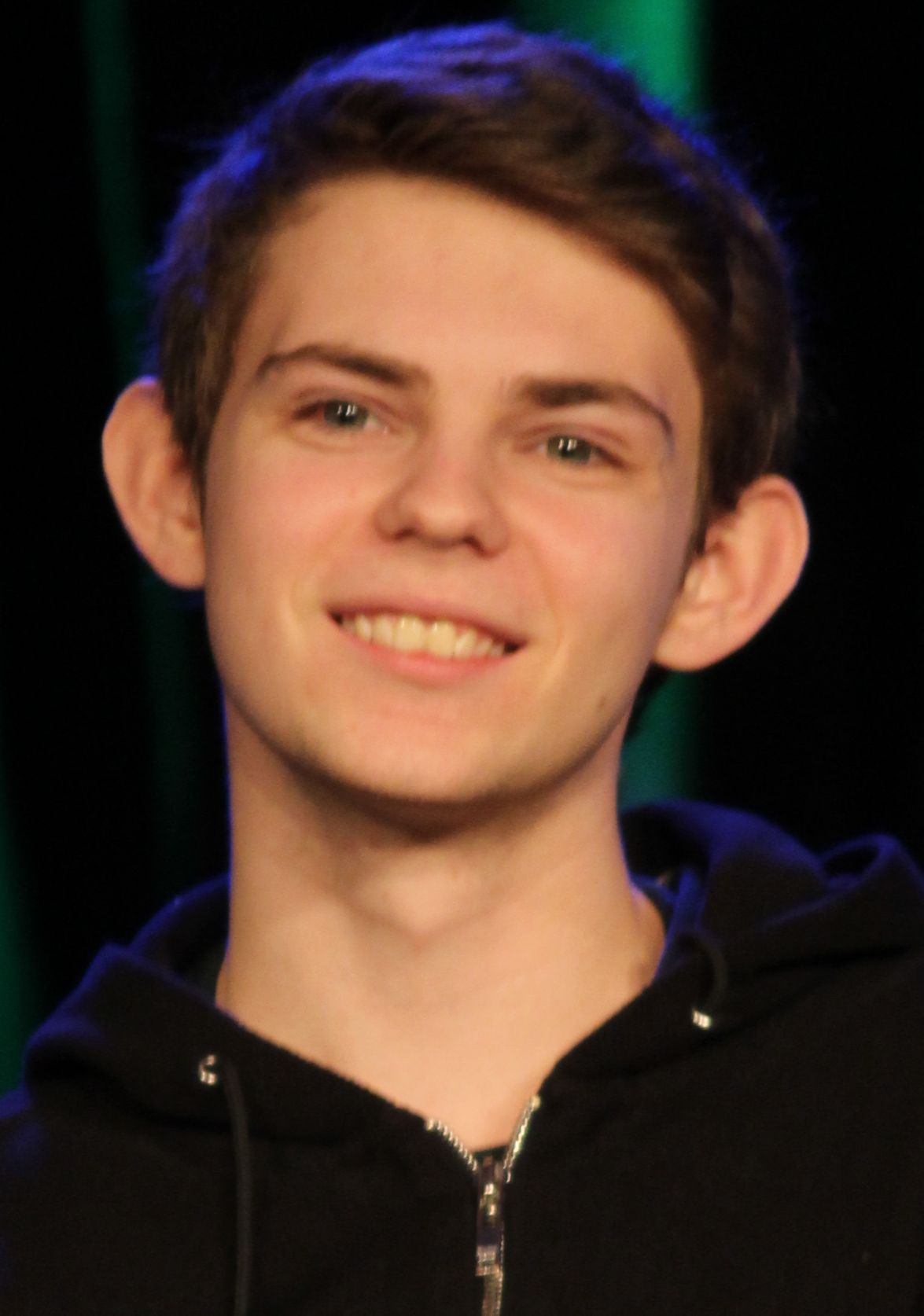
Robbie Kay
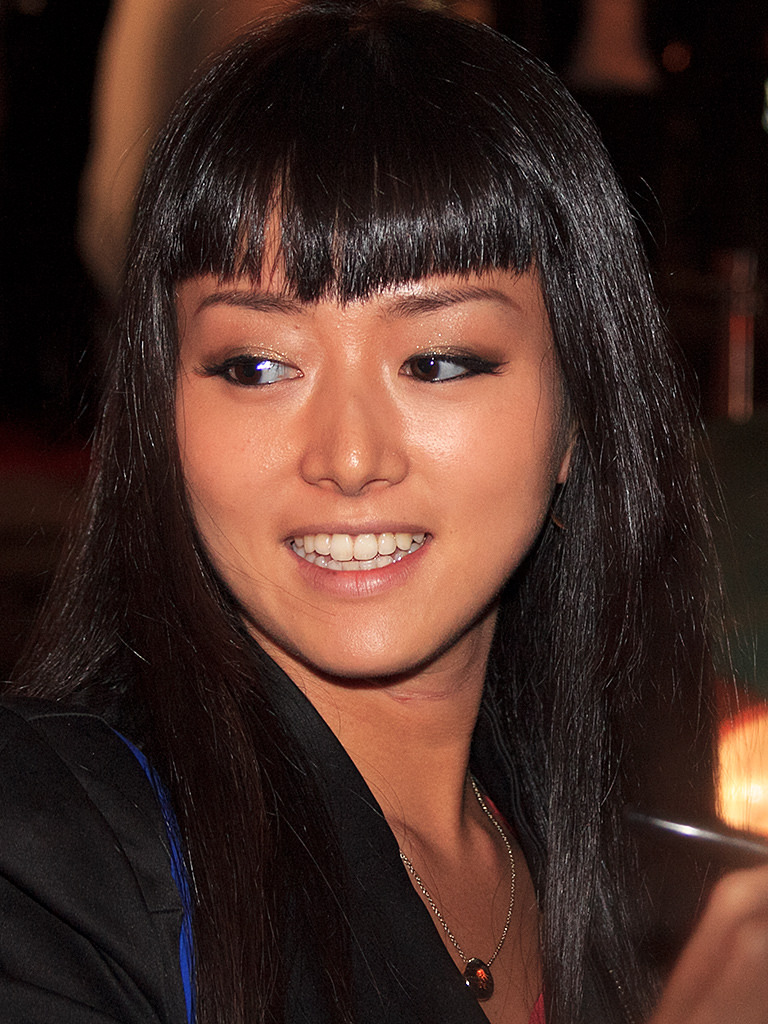
Kiki Sukezane
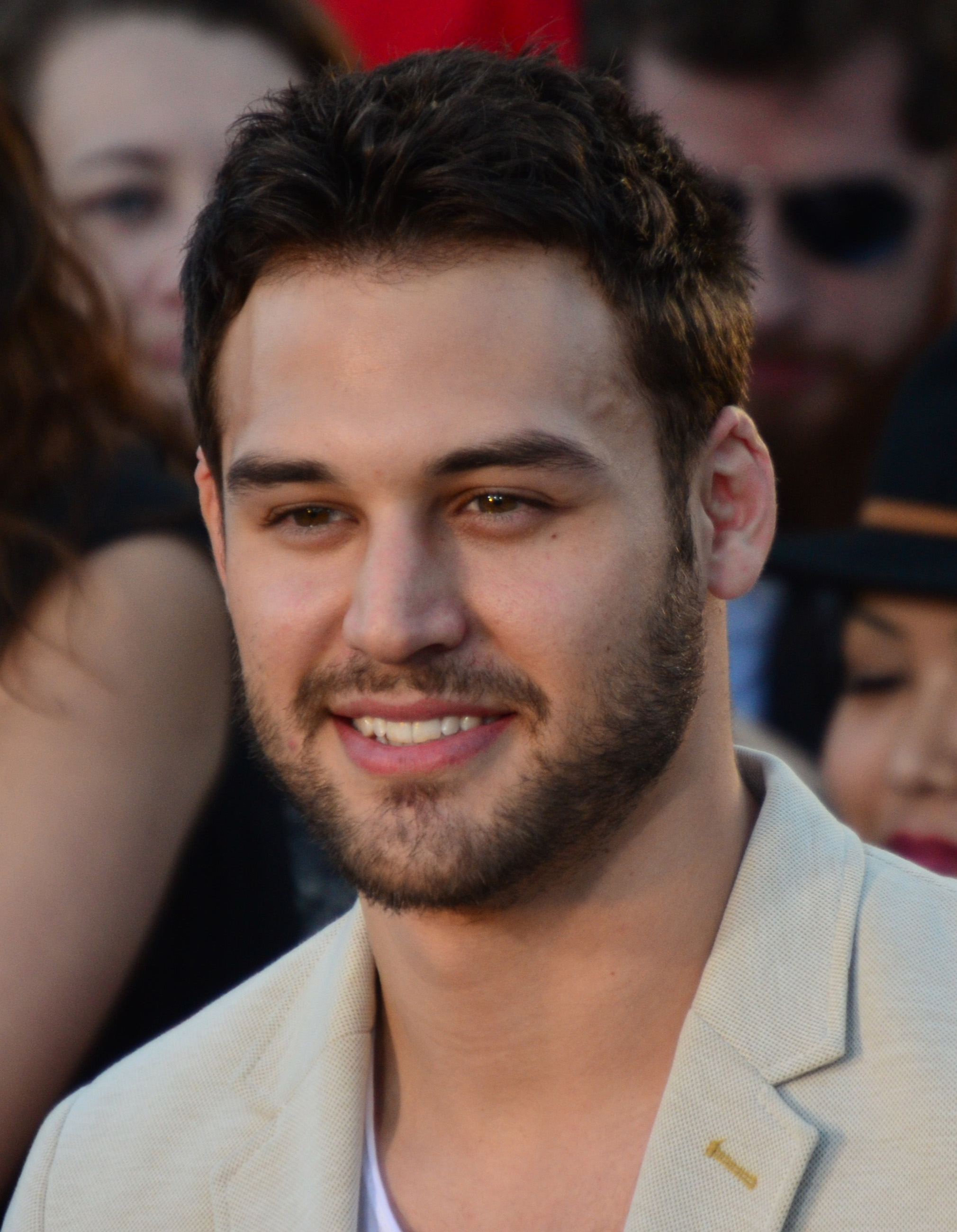
Ryan Guzman
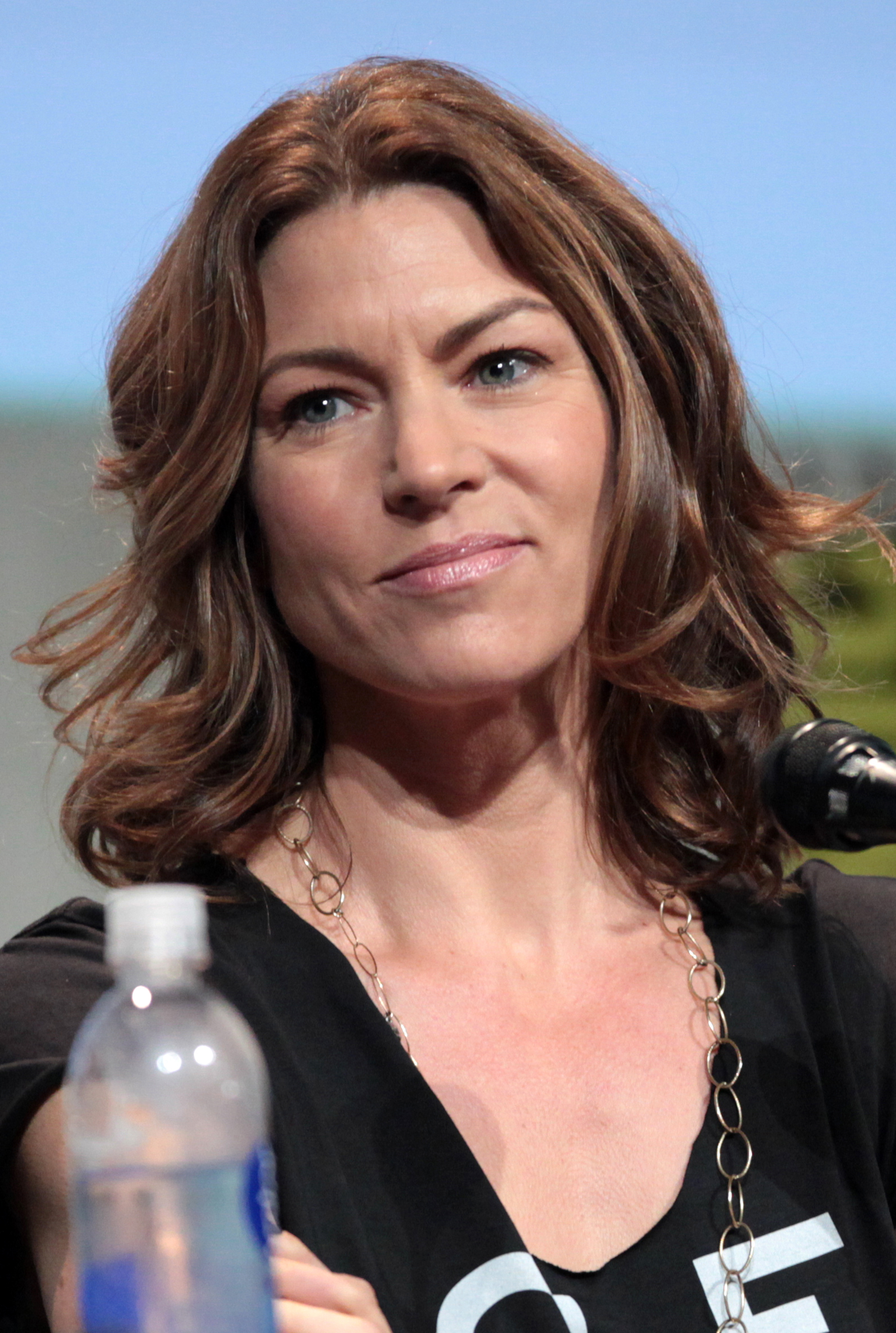
Rya Kihlstedt
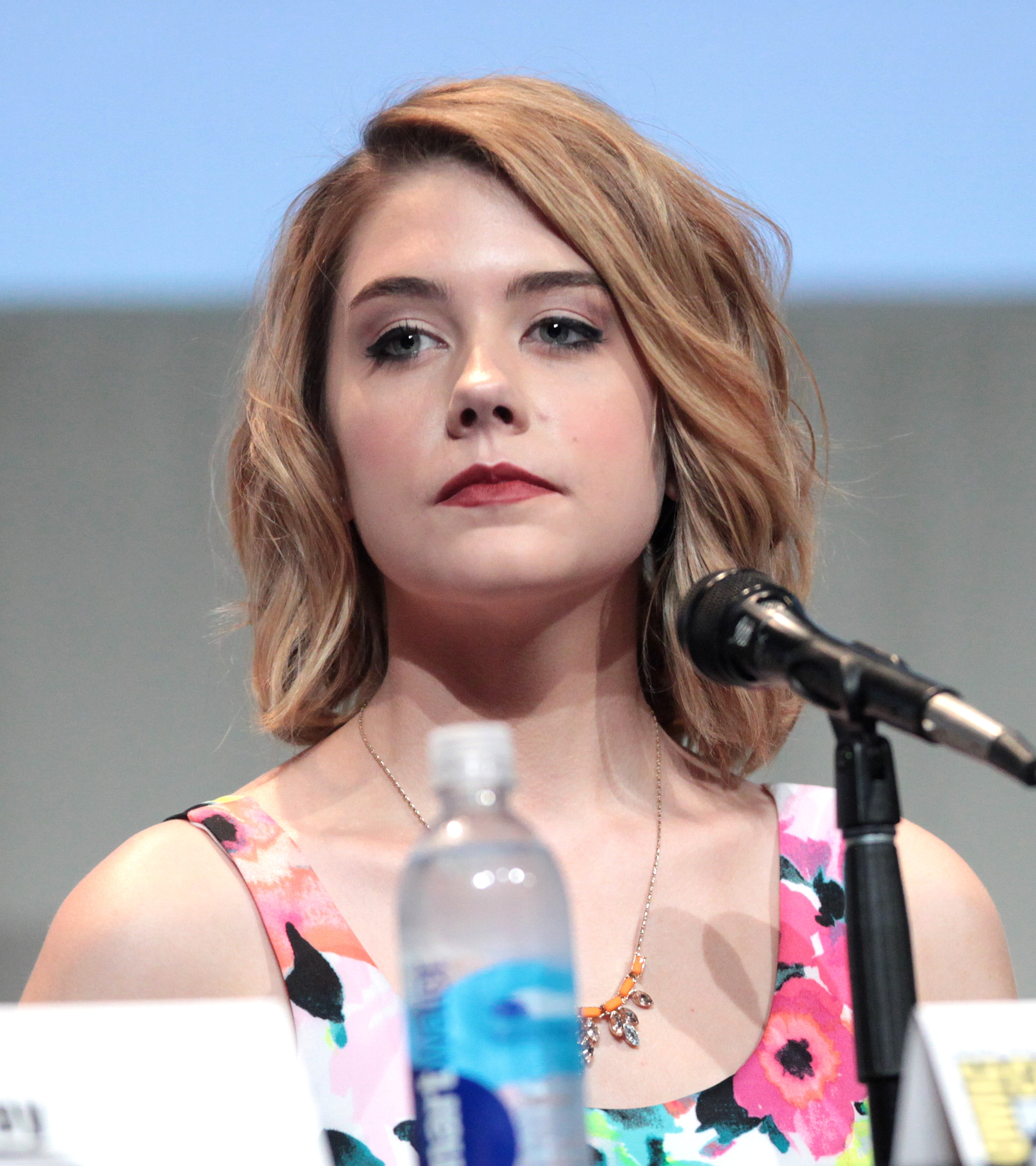
Gatlin Green
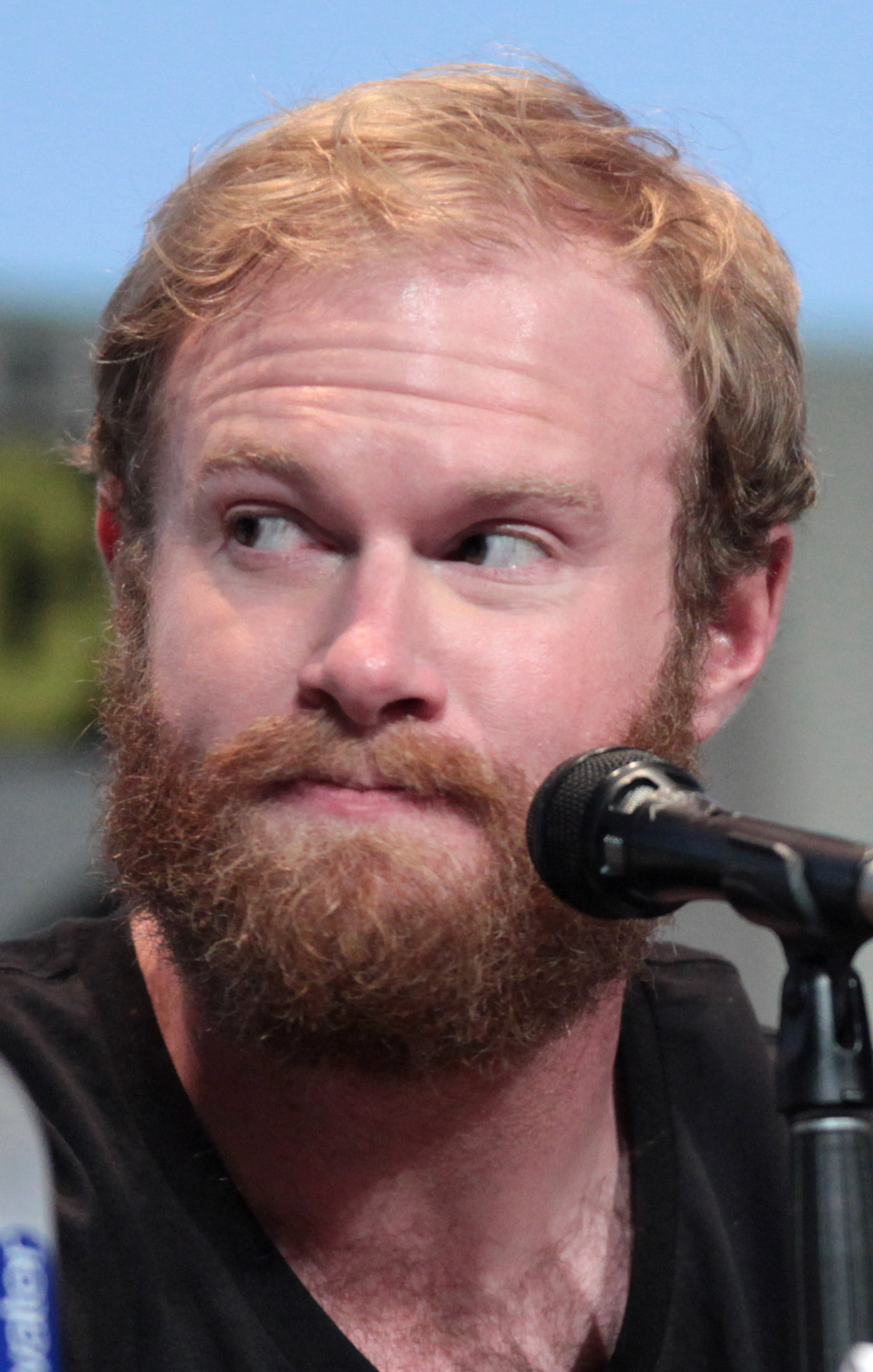
Henry Zebrowski
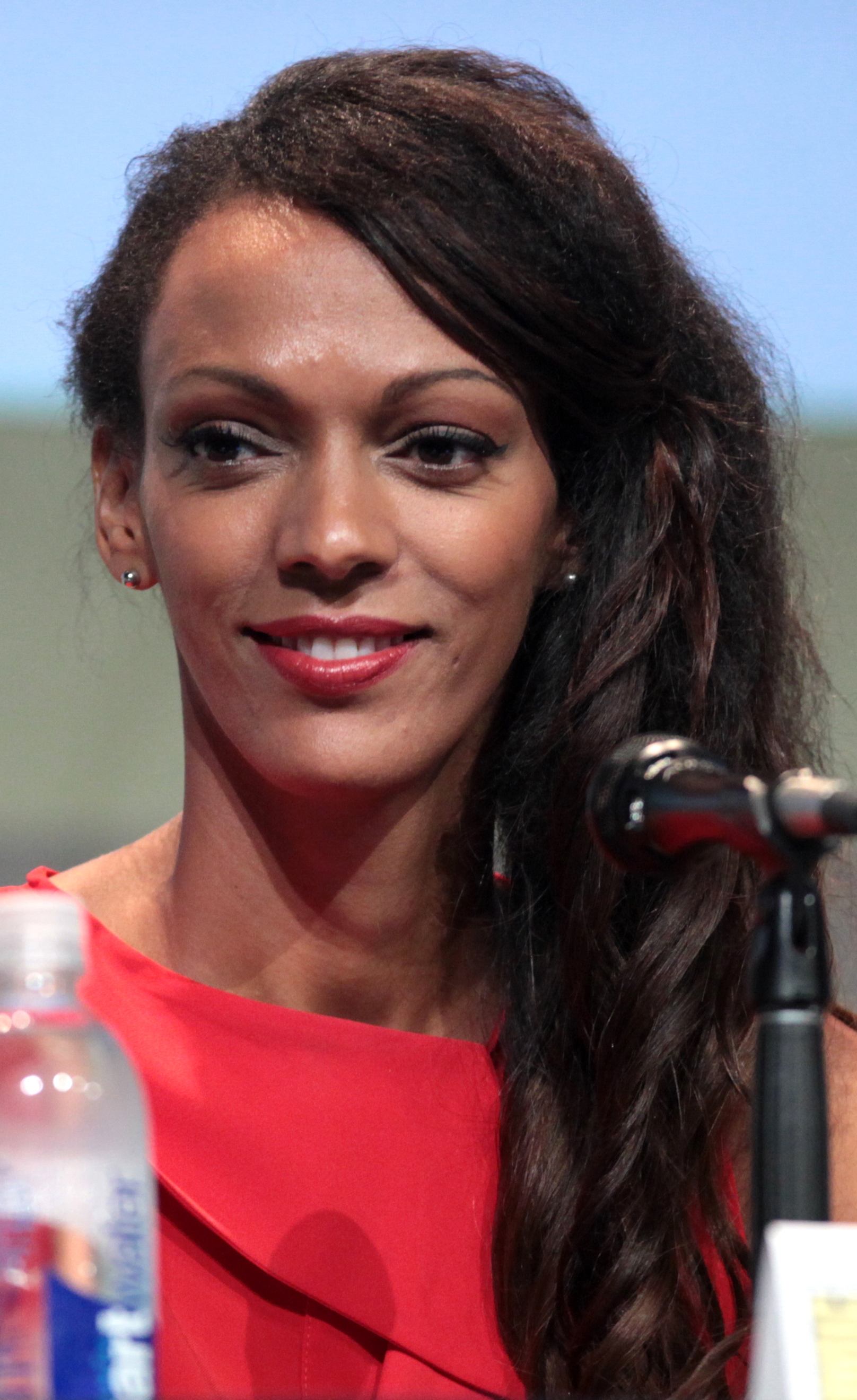
Judith Shekoni
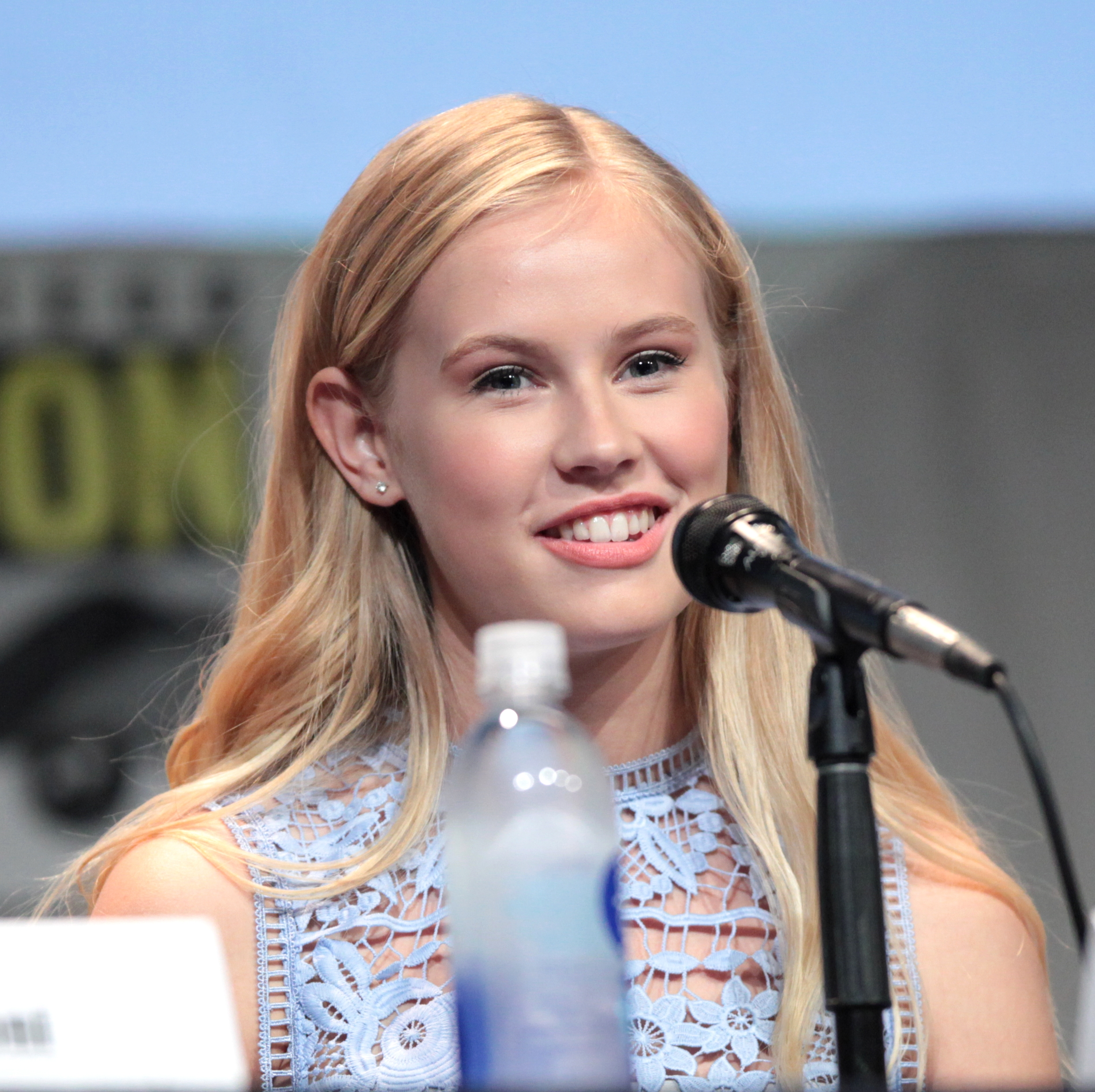
Danika Yarosh

### Personaggi secondari
- Caspar Abraham, interpretato da Pruitt Taylor Vince.
È una figura che veglia su Tommy, in grado di trasferire i ricordi altrui in oggetti inanimati.
- Ren Shimosawa, interpretato da Toru Uchikado.
Appassionato di videogiochi che aiuta Miko e comprendere la sua abilità.
- Hachiro Otomo, interpretato da Hiro Kanagawa.
È il padre di Miko, creatore del videogioco Evernow.
- Molly Walker, interpretata da Francesca Eastwood, doppiata da Joy Saltarelli.
È una ragazza in grado di trovare qualsiasi persona solo pensando ad essa, per questo finisce nel mirino della compagnia, che vuole sfruttare i suoi poteri per creare un localizzatore di evo.
- Taylor Kravid, interpretata da Eve Harlow, doppiata da Laura Cosenza.
È un'agente della Renautas, figlia di Erica.
- Jose Gutierrez, interpretato da Lucius Hoyos.
Anch'egli evo, è il nipote di Carlos, il cui padre ha dato vita al supereroe "El Vangador" e rimane ucciso nella prima puntata.
- Anne Clark, interpretata da Krista Bridges.
È la madre adottiva di Tommy.
- Farah Nazan, interpretata da Nazneen Contractor.
È la donna che guida Malina.
- Phoebe Frady, interpretata da Aislinn Paul.
È la sorella di Quentin, con la capacità di controllare luci e ombre, sfruttata dalla Renautas.
- M. F. Harris, interpretato da Clé Bennett.
È uno dei principali agenti operativi della Renautas, con l'abilità di clonarsi recidendosi una qualsiasi parte del corpo.
- James Dearing, interpretato da Dylan Bruce.
Capitano corrotto del LAPD. È un evo dotato di superforza.
- Mohinder Suresh, interpretato da Sendhil Ramamurthy.
Scienziato al quale è attribuita la responsabilità dell'organizzazione dell'attentato di Odessa. In realtà al summit voleva presentare al mondo la sua ricerca sul prossimo evento che minaccia l'umanità e su come gli evo possono fermarlo.
- Hiro Nakamura, interpretato da Masi Oka.
Già protagonista di Heroes, è in grado di viaggiare nel tempo e nello spazio. La Renautas riesce a farlo prigioniero e usare i suoi poteri per i suoi piani, finché non viene liberato da Miko.
- Matt Parkman, interpretato da Greg Grunberg.
Ex poliziotto con l'abilità di leggere e manipolare il pensiero altrui. Lavora per conto della Renautas, dirigendo Sunstone Manor, una sorta di prigione per gli evo.
- Micah Sanders, interpretato da Noah Gray-Cabey.
Ora noto in rete con il nickname Hero_Truther, è un attivista contro le discriminazioni nei confronti degli evo. È in grado di manipolare i sistemi informatici e elettronici.
- René, interpretato da Jimmy Jean-Louis.
Ex partner di Noah alla Primatech, si scontra con lui quando questi va alla ricerca della memoria perduta. Fa parte del movimento fondato da Micah.
- Angela Petrelli, interpretata da Cristine Rose.
Nonna di Claire con il potere della divinazione. Ritrova Noah quando lui riesce a localizzare il corpo di Claire.

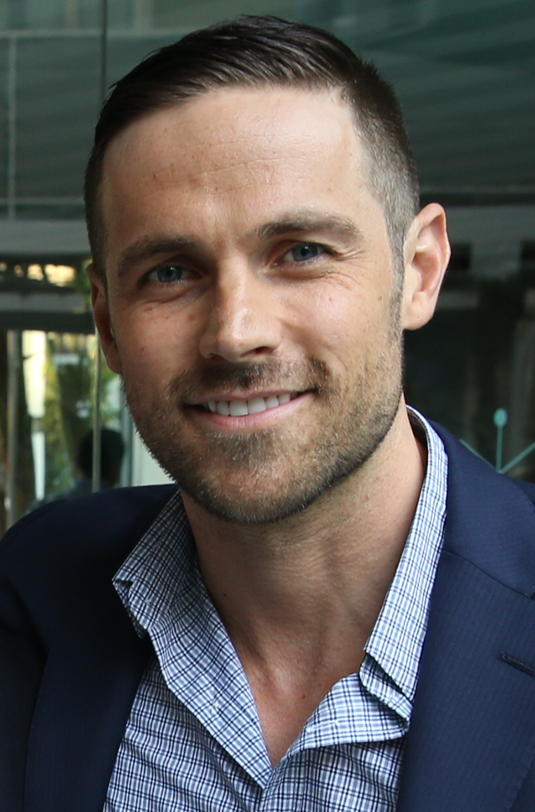
Dylan Bruce
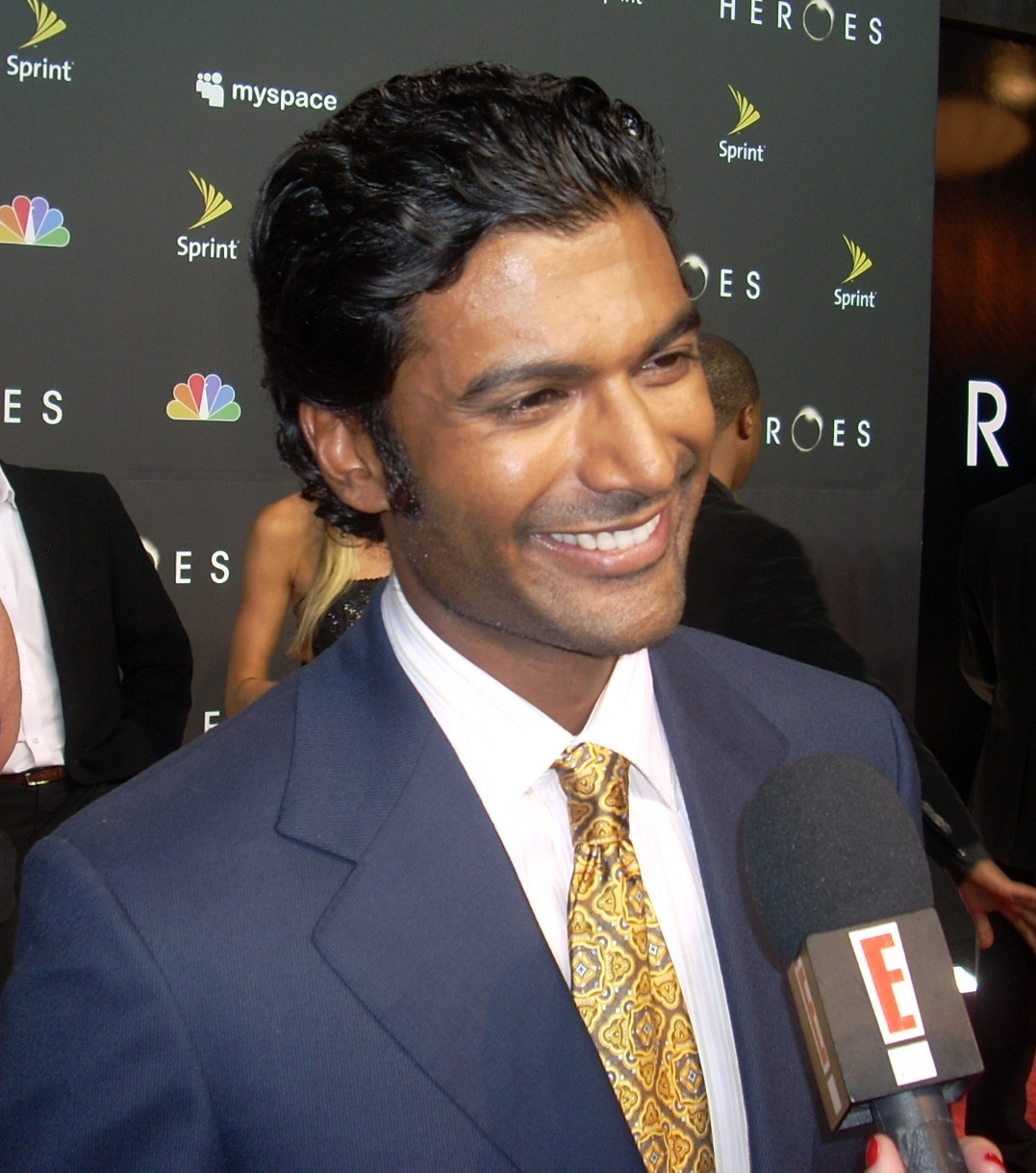
Sendhil Ramamurthy
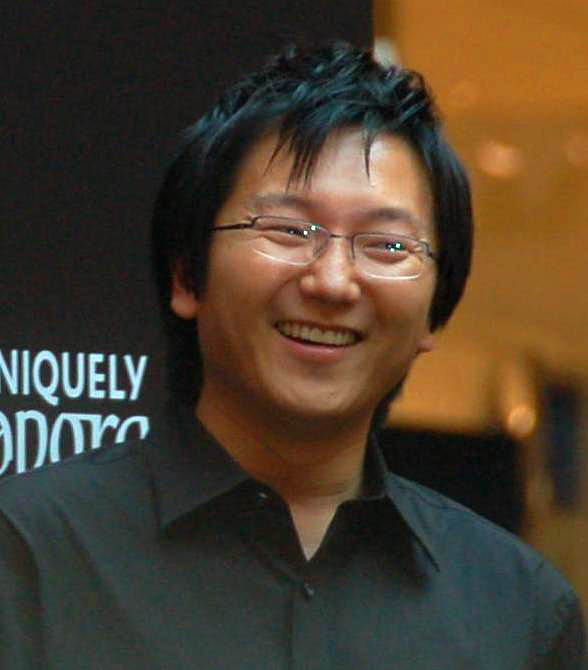
Masi Oka
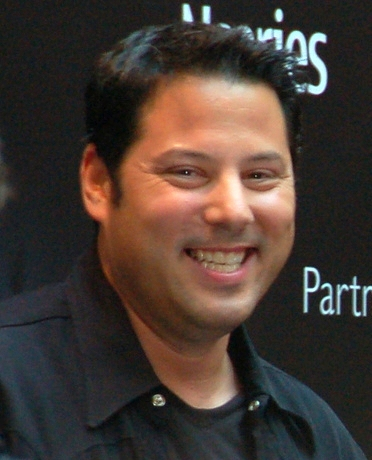
Greg Grunberg
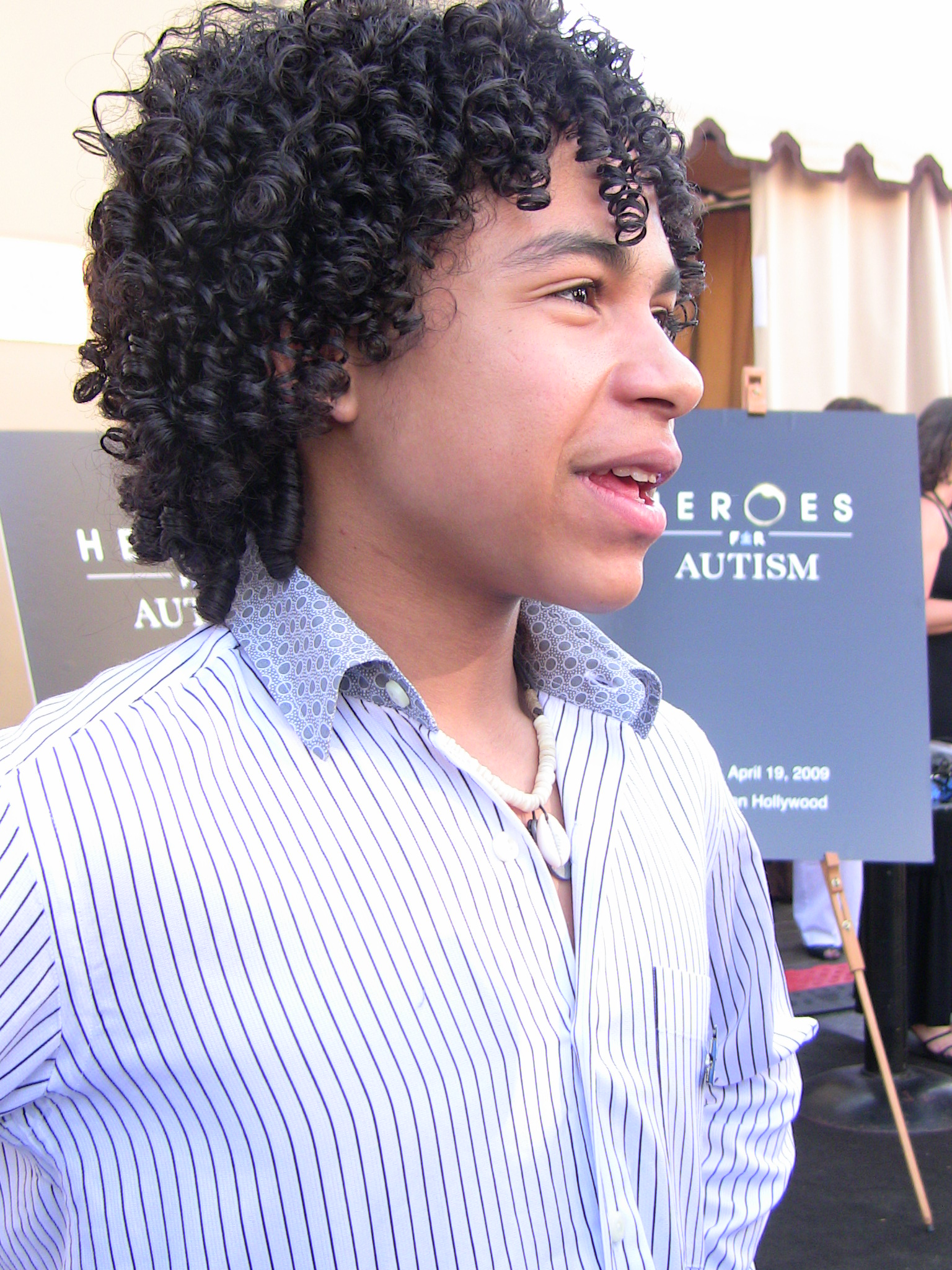
Noah Gray-Cabey
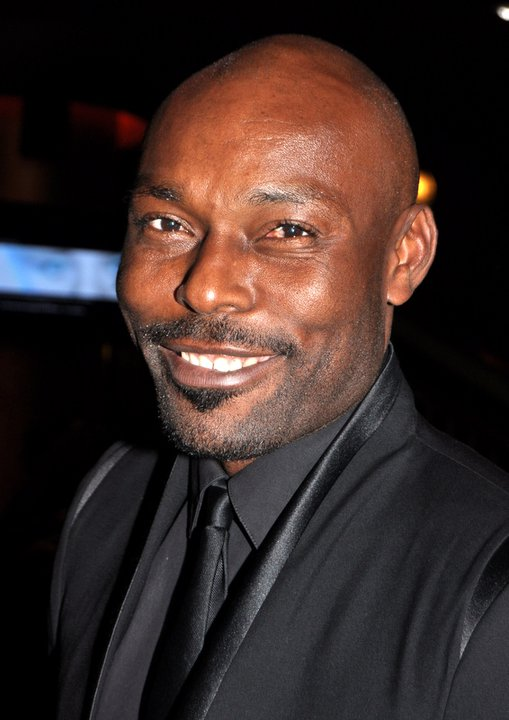
Jimmy Jean-Louis
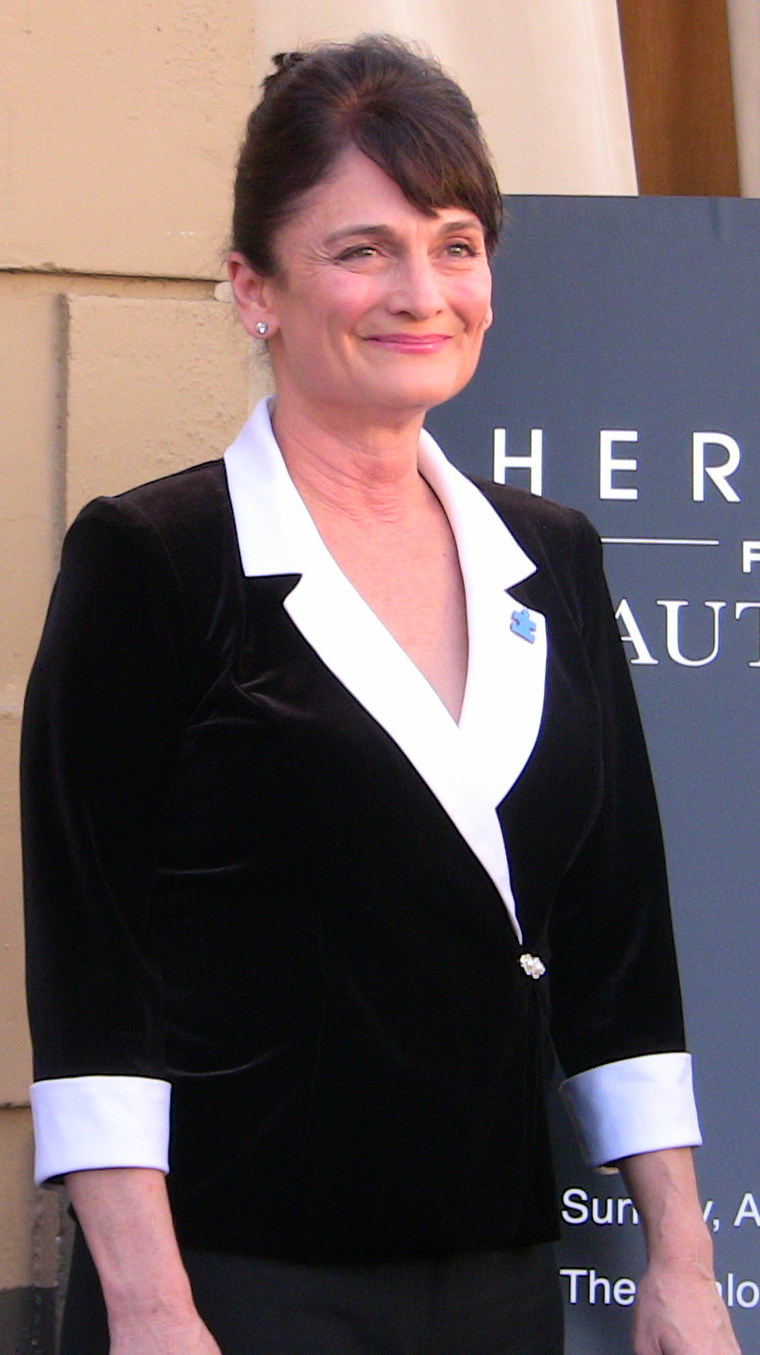
Cristine Rose

## Produzione

### Concezione

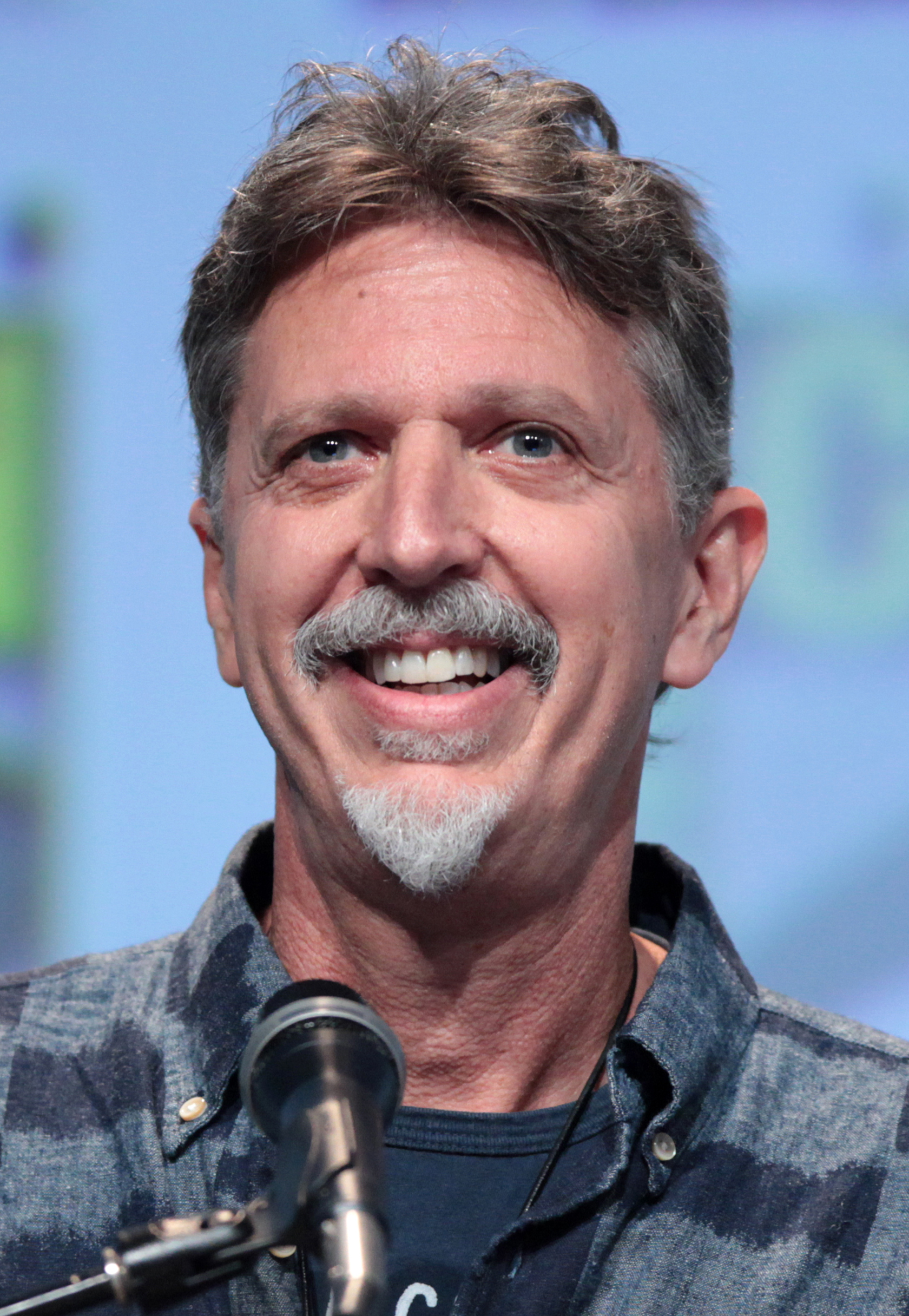
Lo showrunner Tim Kring al Comic-Con di San Diego del 2015

Dopo la decisione di cancellare Heroes presa nel maggio del 2010, ponendo fine, dopo quattro stagioni, ad una serie che in poco tempo era diventata un cult della televisione di fantascienza e uno dei maggiori successi della Universal Television, andando tuttavia anche incontro ad un rapido declino nei dati d'ascolto e nei responsi della critica, la NBC aveva subito considerato l'ipotesi di realizzare un sequel, producendo una miniserie televisiva o un film per la televisione, ma tale proposito non aveva trovato un seguito immediato. Negli anni successivi, altri soggetti si erano interessati alla produzione di un potenziale reboot, acquisendo eventualmente i diritti d'autore; nel 2013, in particolare, Microsoft aveva avviato trattative per la produzione di una nuova fiction da distribuire ai clienti possessori di una Xbox, ma non si conclusero positivamente.
L'idea si concretizzò invece il 22 febbraio 2014, quando, attraverso un breve spot televisivo, a sorpresa la NBC annunciò per l'anno seguente la produzione di Heroes Reborn, presentata come una "miniserie evento" che costituisce un nuovo arco narrativo dell'universo di Heroes, una continuazione indipendente ma derivata dagli elementi basilari della prima stagione della serie madre, in cui persone comuni scoprivano di possedere poteri straordinari. Durante l'anno precedente, la Fox aveva già avviato la produzione di un seguito per una serie conclusasi qualche anno prima, 24: Live Another Day; la scelta di produrre Heroes Reborn fu anche presa in un momento in cui il sottogenere supereroi andava acquisendo notevole popolarità nella televisione statunitense, e proprio Heroes era stata tra i principali precursori della sua ascesa iniziata dal 2013 in poi.
Ambientata cinque anni dopo gli eventi della quarta stagione di Heroes, la miniserie non ne costituisce un diretto prosieguo, ma presenta una nuova trama con nuovi personaggi; solo alcuni dei membri del cast originale riprendono in misura minore i loro ruoli per dare un senso di continuità agli spettatori. Così come per la serie madre, Tim Kring è il principale autore e showrunner, il quale spiegò di essersi approcciato alla nuova produzione non tentando di realizzare una versione riveduta dell'originale, ma analizzando l'elestacità del franchise, domandandosi se e come l'idea e la premessa originale potessero essere rilanciati in un modo nuovo ed emozionante.
Lo stesso Kring, come diversi altri addetti ai lavori, aveva individuato una delle principali cause del declino registrato dopo le prime due stagioni di Heroes in una sceneggiatura non adeguatamente pianificata e nell'obbligatorietà, per esigenze dell'emittente, di dover produrre più episodi di quanto fosse necessario secondo gli autori; pertanto, si decise che il seguito dovesse avere un numero limitato di episodi, tredici, con una trama autoconclusiva, senza dare eccessivo peso all'eventualità di un prosieguo in eventuali stagioni successive, comunque non esclusa in caso di una buona accoglienza del pubblico. A tal proposito Kring dichiarò:
(Tim Kring, intervista al The Hollywood Reporter in occasione del Comic-Con di San Diego del 2015)
Secondo Kring, Heroes Reborn è dotata quindi di un ritmo diverso, più veloce, differeziandosi dall'ambientazione originale principalmente in quanto gli eroi invece di essere primariamente coinvolti in una scoperta esistenziale sono già consci di cosa li caratterizza e delle relative conseguenze negative, vista la reazione di rigetto della società; rimane tra i temi centrali l'idea di interconnettività e coscienza globale, con i protagonisti chiamati ad unirsi per salvare il mondo. I toni sono più tetri, richiamando nelle visioni degli autori il genere di thriller paranoico di film come I tre giorni del Condor, con elementi di violenza e emozioni forti tipici dei film di Tarantino.
Matt Shakman è il regista della prima puntata. Sia lui che Kring spiegarono inoltre come l'intento degli autori fosse quello di realizzare una nuova fiction per la quale non fosse necessario conoscere la storia della serie madre, ma per cui i vecchi fan potessero riconoscervi alcuni tratti salienti; di conseguenza la trama contiene, oltre ad alcuni suoi personaggi, vari riferimenti a Heroes e easter egg connessi.

### Casting
Il 16 giugno 2014 Jack Coleman fu il primo attore ad entrare nel cast, riprendendo il ruolo già interpretato nella serie madre di Noah Bennet. Per Tim Kring il suo ritorno era particolarmente importante in quanto Noah rappresentava il perno centrale della prima serie, dal quale si snodavano diverse linee narrative. Il 16 gennaio 2015 fu annunciata la presenza tra i protagonisti di Zachary Levi, il quale ebbe occasione di affermare:
(Zachary Levi, intervista a TV Insider in occasione del Comic-Con di San Diego del 2015)
Durante il successivo mese di marzo si unirono al cast anche Robbie Kay, Danika Yarosh, Henry Zebrowski, Judith Shekoni, Kiki Sukezane, Ryan Guzman e Gatlin Green. Nelle settimane seguenti fu poi rivelata la presenza di Rya Kihlstedt tra i membri principali, oltre che dell'esordiente Toru Uchikado, Eve Harlow, Francesca Eastwood, Pruitt Taylor Vince, Dylan Bruce, Nazneen Contractor e Aislinn Paul tra quelli ricorrenti. L'attrice giapponese Sukezane, discendente di samurai ed esperta di arti marziali, dichiarò di essersi allenata ad usare la katana per sei anni; di conseguenza nell'usare sul set tale spada non richiese l'uso di una stunt, il cui ausilio fu invece necessario per i movimenti ginnici più complessi del suo personaggio, quali capriole o salti mortali.
Per quanto riguarda le guest star, tra marzo e giugno fu annunciato il ritorno di altri membri del cast originale: Masi Oka, interprete di Hiro Nakamura; Jimmy Jean-Louis, interprete dell'Haitiano; Greg Grunberg, per il ruolo di Matt Parkman; Sendhil Ramamurthy, nei panni di Mohinder Suresh; Noah Gray-Cabey, interprete di Micah Sanders; e Cristine Rose, nel ruolo di Angela Petrelli. In precedenza, Zachary Quinto aveva invece rifiutato l'offerta di riprendere il ruolo di Sylar, mentre era stato reso noto che altri protagonisti della serie originale, tra cui Ali Larter, Hayden Panettiere e Milo Ventimiglia, anche perché impegnati sui set di diverse fiction televisive, non sarebbero stati coinvolti nel progetto, essendo la nuova fiction incentrata su nuovi personaggi.

### Riprese
Le riprese si svolsero principalmente nei pressi di Toronto e dintorni, in Canada. Dopo alcune riprese preliminari effettuate durante il mese di marzo 2015, la fase principale dei lavori sui set è iniziata il 6 aprile 2015.
Alcune riprese minori furono effettuate anche a Los Angeles, Parigi, Tokyo e in Islanda.

## Distribuzione e promozione

### Programmazione televisiva
Heroes Reborn è andata in onda sulla NBC dal 24 settembre 2015, data nello stesso mese preceduta da una première al Toronto International Film Festival. Il 13 gennaio 2016 è stata confermata l'inesistenza di piani per un ritorno della fiction nella stagione televisiva successiva, con la trasmissione dell'ultima puntata programmata per il 21 gennaio 2016. La trasmissione televisiva, come avvenuto per la serie madre, è stata accompagnata dalla distribuzione di altri media.

#### Trasmissione internazionale
In Canada la fiction è stata trasmessa parallelamente alla programmazione statunitense, dal 24 settembre 2015, su Global. Altre date di debutto internazionale sono state le seguenti:
- 25 settembre 2015 in India su Colors Infinity[47];
- 30 settembre 2015 in Australia su Seven Network[48][49];
- 6 ottobre 2015 in Germania sulla versione locale di Syfy[50];
- 20 ottobre 2015 in Giappone sulla piattaforma Hulu[51].
- 10 febbraio 2017 in Italia su Premium Action[52].

### Campagna di lancio
La produzione di Heroes Reborn fu annunciata per la prima volta attraverso un breve filmato promozionale, dalla durata di pochi secondi e raffiguranti solo il logo, mandato in onda il 22 febbraio 2014, durante la trasmissione dei giochi olimpici invernali di Soči. Un nuovo teaser, raffigurante i personaggi di Jack Coleman e Zachary Levi, fu distribuito tra gli spot televisivi preparati per il Super Bowl XLIX del 1º febbraio 2015. Le prime immagini promozionali e le prime informazioni sui personaggi vennero invece diffusi a partire dal 10 maggio 2015, durante gli annuali upfront, tenendo tuttavia celati dettagli sulla trama e gran parte dei ruoli. In occasione della presentazione del nuovo palinsesto ai giornalisti fu anche mostrato il primo trailer.
Il 22 giugno 2015, oltre ad essere stata resa nota la data di debutto della serie, venne pubblicato un breve filmato promozionale con scene di desolazione accompagnate da un'esecuzione corale del singolo dei Metallica Nothing Else Matters, realizzata dal coro belga Scala & Kolacny Brothers, e dalla tagline «Where Are the Heroes?». Tre giorni più tardi vennero diffusi un nuovo teaser trailer e maggiori dettagli su trama e personaggi, cui fece seguito la pubblicazione di poster animati dedicati ai singoli protagonisti.
Il 12 luglio 2015 la fiction fu presentata al Comic-Con di San Diego alla presenza di Tim Kring e del cast principale; durante l'evento furono proiettati un trailer in versione estesa, distribuito anche online, scene da due videogiochi tie-in e il primo webisodio di Dark Matters, mentre le attrazioni dedicate ai fan inclusero un'esperienza interattiva di cinema quadridimensionale grazie alla quale i visitatori sperimentarono la pirocinesi, iniziativa poi ripetuta tra il 12 e il 13 settembre a Times Square.
Prima dell'esordio televisivo, il 15 settembre 2015 le prime due puntate sono state proiettate in anteprima alla 40ª edizione del Toronto International Film Festival, che per la prima volta ha ospitato una sezione dedicata alla televisione.

## Accoglienza

### Ascolti
Il 24 settembre 2015 la première delle prime due puntate negli Stati Uniti ha registrato una discreta audience, venendo seguita da circa 6,1 milioni di spettatori, pari ad un rating del 2% nella fascia di riferimento 18-49 anni. Il resto delle puntate registrò ascolti inferiori; l'ultima fu vista da circa 3,83 milioni di spettatori, pari ad un rating dell'1% nella fascia 18-49 anni.

### Critica
La serie ha ricevuto un'accoglienza generalmente tiepida dalla critica. Brian Lowry su Variety ha sottolineato come, vista la contemporanea popolarità del genere supereroi, risulti molto meno "nuova" rispetto l'originale, offrendo comunque prospettive interessanti. Secondo il critico statunitense le prime puntate ripropongono lo stesso modello narrativo della serie madre, tanto da potersi scambiare a tratti per un remake, e tra i nuovi personaggi il più interessante risulta quello di Kiki Sukezane. Mike Hale sul New York Times ha spiegato come Heroes Reborn non riesca a soddisfare pienamente le alte aspettative, presentando aspetti interessanti ma adatti più ad appagare sentimenti di nostalgia dei vecchi fan del franchise che ad offrire nuovi presupposti per stupire gli spettatori. Per Mike Hale la miniserie replica una delle migliori caratteristiche di Heroes, ossia la progressiva introduzione di personaggi dall'aspetto normale dotati di abilità soprannaturali, legati da sottotrame interconnesse, ma i nuovi protagonisti non riescono a trasmettere tratti distintivi forti come quelli degli originali. Anche secondo David Rooney del The Hollywood Reporter nelle prime puntate i nuovi personaggi non risultano avvincenti tanto quelli originali, ma la miniserie riesce a riproporre diverse delle caratteristiche che determinarono il successo di Heroes tra cui «un ritmo propulsivo, un abile bilanciamento dei vari fili narrativi, salti temporali, un vigoroso stile di ripresa e una colonna sonora dinamica».
Per Merrill Barr di Forbes Heroes Reborn si presenta allo stesso modo di quanto ci si aspetterebbe da una serie live action degli X-Men, raggiungendo lo stesso livello di qualità offerto dalla prima stagione di Heroes. Se potrebbe trattarsi di un «meraviglioso ritorno» per i fan più fedeli tuttavia il ritmo delle prime puntate può risultare più lento per gli spettatori che hanno meno familiriatà con il franchise, non in grado di cogliere del tutto i numerosi riferimenti narrativi alla trama delle stagioni passate. È un prodotto «ammirevolmente ambizioso» e dotato di un ritmo coinvolgente, anche se diversi passaggi della trama risultano poco chiari, per David Wiegand del San Francisco Chronicle, il quale ha anche apprezzato gli effetti speciali, mentre per Brian Tallerico di RogerEbert.com si tratta di una delle peggiori nuove serie della stagione televisiva statunitense, contraddistinta da sceneggiature e personaggi superficiali. Mary McNamara del Los Angeles Times individuò uno dei maggiori lati negativi dell'opera nella poca fluidità della trama, la cui complessità iniziale rende difficile appassionarsi ai numerosi personaggi.

## Altri media

### Webserie
La messa in onda della miniserie è stata preceduta dalla distribuzione online di una webserie, Heroes Reborn: Dark Matters, una sorta di prequel che vede protagonista il personaggio interpretato da Henry Zebrowski, Quentin Frady, e la sorella Phoebe, interpretata da Aislinn Paul. La webserie ha anche l'obiettivo di colmare parte del vuoto narrativo tra l'ultima stagione di Heroes e l'inizio di Heroes Reborn.
Composta da sei webisodi, è stata pubblicata per la prima volta nel mese di luglio 2015 attraverso un'apposita applicazione per smartphone e tablet dedicata all'universo della fiction, la quale riassume anche le vicende delle quattro stagioni di Heroes e offre altri video tratti dal seguito. Il 9 luglio 2015 l'applicazione è stata resa disponibile insieme al primo webisodio per dispositivi con sistema operativo iOS, mentre il 23 luglio 2015 è stata pubblicata anche per sistemi Android congiuntamente al resto dei webisodi di Dark Matters. Il seguente mese di agosto la webserie è stata poi pubblicata anche sul sito internet della NBC e sul relativo canale YouTube.

### Videogiochi
L'inizio e il termine della miniserie sono stati accompagnati dalla pubblicazione di due videogiochi:
- Heroes Reborn: Gemini, distribuito per console e PC dal 12 gennaio 2016[76], è uno sparatutto in prima persona, in cui il giocatore controlla il personaggio di Cassandra, una ventenne con capacità di teletrasporto e viaggio nel tempo[77].
- Heroes Reborn: Enigma, distribuito per smartphone e tablet dall'8 ottobre 2015[78], è un rompicapo d'azione in prima persona, basato sul motore grafico Unreal 4. Il giocatore controlla Dahlia, sorella della protagonista di Gemini, una quattordicenne che appare anche in una puntata della miniserie[77].

I due videogiochi, che si pongono anch'essi come prequel rispetto alla miniserie, sono caratterizzati da una trama autonoma, pur se con punti in comune, tra i quali il principale antagonista Trevor Mason. La sceneggiatura è stata curata da membri dello stesso gruppo di autori della serie, supervisionati da Tim Kring, mentre lo sviluppo grafico, guidato da Brad Santos, è stato affidato alla Phosphor Games.

### Fumetto
A partire dal mese di ottobre 2015 la Titan Comics ha pubblicato due fumetto basato sulla serie, Heroes: Vengeance. Scritto dal produttore della miniserie Seamus Fahey e Zach Craley, è illustrato dall'artista Rubine ;Ogni numero si incentra sulle origini di uno dei personaggi della serie; il primo, la cui copertina è disegnata da Paul Pope, è stato pubblicato il 7 ottobre 2015.e Heroes: Godsend, scritta da Joey Falco e illustrata da Roy Allan Martinez.

### Ebook
Le storie dei protagonisti antecedenti la miniserie sono narrate anche in sei ebook curati dalla casa editrice tedesca Bastei Lübbe e pubblicati dal 25 settembre 2015:
- Brave New World, scritto da David Bishop, direttamente legato alla prima puntata della serie;
- A Matter of Trust, scritto da Timothy Zahn;
- Dirty Deeds, scritto da Stephen Blackmoore;
- Catch and Kill, scritto da Duane Swierczynski;
- Save the Cheerleader, Destroy the World, scritto da Keith R.A. DeCandido, incentrato sulla storia di Claire Bennet;
- A Long Way from Home, scritto da Kevin J. Anderson e Peter J. Wacks.

### Altro
Dal 6 ottobre 2015 è stata pubblicata una rivista ufficiale, Heroes Reborn: Event Series - The Official Magazine, edita dalla Titan Magazines, che raccoglie interviste a membri del cast tecnico e artistico.
Parallelamente alla messa in onda delle puntate della miniserie, online è stata pubblicata anche Heroes Reborn: Inside the Eclipse, una serie di video d'approfondimento, uno per puntata, in cui membri del cast commentano i punti chiave della sua trama.